# يوشيو نومورا
يوشيو نومورا (باليابانية: 野村良雄) (و. 1908 – 1994 م) هو عالم عقيدة، وعالم موسيقى، من اليابان، ولد في طوكيو، توفي عن عمر يناهز 86 عاماً.

## التعليم
تعلم في جامعة طوكيو.

## مناصب وهيئات
أدار جامعة صوفيا.